# Okamura Daihachi
Okamura Daihachi (sinh ngày 15 tháng 2 năm 1997) là một cầu thủ bóng đá người Nhật Bản.

## Sự nghiệp câu lạc bộ
Okamura Daihachi hiện đang chơi cho Thespakusatsu Gunma.